# Melocactus neryi
Melocactus neryi ist eine Pflanzenart aus der Gattung Melocactus in der Familie der Kakteengewächse (Cactaceae). Das Artepitheton neryi ehrt Silvério José Nery.

## Beschreibung
Melocactus neryi wächst mit dunkel blaugrünen bis gelblich grünen, niedergedrückt kugelförmigen Trieben, die bei Durchmessern von 7 bis  20 Zentimetern Wuchshöhen von 5,5 bis 18 Zentimeter erreichen. Es sind neun bis 15 scharfkantige Rippen vorhanden. Die anfangs dunkelbraunen bis gelblichbraunen Dornen werden im Alter rötlich braun und sind dick weißlich grau übertönt. Der meist einzelne Mitteldorn ist aufwärts gebogen und 1 bis 2,5 Zentimeter lang. Die bis zu 2,9 Zentimeter langen sechs bis zehn Randdornen sind gebogen. Das aus feinen, dichten, rötlichen bis etwas orangeroten Borsten bestehende Cephalium wird bis zu 5 Zentimeter hoch und weist Durchmesser von 4 bis 9 Zentimeter auf.
Die rosafarbenen bis etwas purpurkarminfarbenen Blüten sind 1,8 bis 2,2 Zentimeter lang und weisen Durchmesser von 0,8 bis 1 Zentimeter auf. Sie ragen manchmal kaum aus dem Cephalium heraus. Die rosafarbenen bis fliederrosafarbenen Früchte sind 1 bis 2 Zentimeter lang und manchmal abgeflacht.

## Verbreitung, Systematik und Gefährdung
Melocactus neryi ist im westlichen und mittleren Venezuela, in den brasilianischen Bundesstaaten Amazonas und Roraima sowie in Surinam verbreitet.
Die Erstbeschreibung erfolgte 1901 durch Karl Moritz Schumann. Ein nomenklatorisches Synonym ist Cactus neryi (K.Schum) Britton & Rose (1922).
In der Roten Liste gefährdeter Arten der IUCN wird die Art als „Least Concern (LC)“, d. h. als nicht gefährdet geführt.

## Nachweise